# Нульовий закон термодинаміки
Нульовий закон термодинаміки — теорема, яка формулюється таким чином: якщо дві системи перебувають у стані теплової рівноваги з третьою системою, то вони перебувають у стані теплової рівноваги і між собою. Очевидно, що стан теплової рівноваги є ніщо інше, як рівність температур.
Нульове начало термодинаміки було так названо за пропозицією англійського фізика Ральфа Фаулера (1889—1944).

## Математична модель
Нульовий закон термодинаміки в математичній формі:
{\displaystyle \mathrm {} ~T(A)=T(C)}
{\displaystyle \mathrm {i} ~\mathrm {} ~T(B)=T(C)}
{\displaystyle \mathrm {=>} ~T(A)=T(B)}